# シーチ

ウクライナ・コサックのシンボル、「ザポロージャの銃士」。ヘーチマン国家では国章として重んじられ、シーチに属するコサックは自らの軍旗・軍印で用いられた。

シーチ(ウクライナ語:Січ)は、16世紀から19世紀前半にかけてあった、ウクライナ・コサックの軍事・行政の本拠地である。

## 概要
「シーチ」は「要塞」あるいは「木製の城」を意味している。そのような要塞は、河中の島または川岸という攻めにくく守りやすい土地に築城されるのが一般的であった。シーチでは、兵器庫、コサック長官の事務所とクリーニと呼ばれる30あまりのコサックの兵舎があった。各兵舎はウクライナの各地域にちなんで呼ばれ、コサックは出身の地域毎にそれぞれの兵舎に属していた。17世紀半以降、シーチでは軍事施設のほかに正教会の教会堂を建立する習慣が成立した。
ウクライナ・コサックの内外政は共和制に基づいており、シーチにおけるコサックの最高機関は、コサック全員が参政権を有して直接に政治に参加する軍の議会（Військова рада）であった。時としてその議会が地域代表制のもとに開かれたこともあった。普段の議会は、一年に一回か三回で定期的に開会されていたが、一般のコサックの要求に応じて臨時的の「黎民の議会」（Чорна рада）も集められた事例がある。議会では法律、行政、裁判、戦争、外交などコサックの生活に関わる合議が行われ、議事の可否は過半数によって目測で決められていた。
コサック軍の議会ではシーチの政府に当たるキーシュの長官も選任することが一般的であった。その政府の頭は、キーシュのオタマーンと呼ばれ、行政についての権能を持っていた。キーシュのオタマーンには、議会で選ばれた軍の書記官（Писар）、軍の裁判官（Суддя）、軍の取締役（Осавул）と数人のクリーニのオタマーンという補佐役が付属していた。キーシュのオタマーンは、出陣の時には独裁者として振る舞い、平時には議会と長官たちと協議する行動をとっていた。
ウクライナ・コサックの歴史上では、様々な理由から幾度となくシーチの位置は移動した。その移転先によって、16世紀から19世紀前半にかけて存在したシーチは、二つの群に分けられている。それは、16世紀から1775年までにドニプロ川の下流、ザポロージャ地方にあったザポロージャのシーチの群と、1775年から1828年までにドナウ川の下流にあったドナウ川のシーチの群、という区分である。

## 図表
| ザポロージャのシーチ群     |            |                                                     |                                                            |                                                         | |
| 名称                       | 期間       | 位置                                                | 当時                                                       | 現在                                                    | 移転の理由 |
| トマキーウカのシーチ       | ?－1593    | ドニプロ川の下流、 トマキーウカ島                   | ポーランド・リトアニア共和国、キエフ県南部                 | ウクライナ ドニプロペトロウシク州、マールハネツィ市辺り | イスラム教徒と戦うための拠点であったため、1593年にクリミア・タタール人によって破壊される。                                                             |
| バザウルークのシーチ       | 1593－1638 | ドニプロ川の下流、 バザウルーク島                   | ポーランド・リトアニア共和国、キエフ県南部                 | ウクライナ ドニプロペトロウシク州、カプリウカ村辺り     | コサックが起こした多数の蜂起の拠点であったため、1638年にポーランド・リトアニア共和国の官軍によって破壊される。                                         |
| ムィクィーティンのシーチ   | 1638－1652 | ドニプロ川の下流、 ムィクィーティン半島             | ポーランド・リトアニア共和国、キエフ県南部                 | ウクライナ ドニプロペトロヴシク州、ニーコポリ市辺り     | 防衛性には戦略的弱点があったため、1652年にウクライナ・コサックによって廃止された。                                                                     |
| チョルトムルィークのシーチ | 1652－1709 | ドニプロ川とその支流の合流地、 チョルトムルィーク島 | ロシア・ツァーリ国の属国、ヘーチマン国家のザポロージャ地方 | ウクライナ ドニプロペトロウシク州、カプリヴカ村辺り     | 大北方戦争中、コサックの棟梁イヴァン・マゼーパがヘーチマン国家をロシアの支配から解放しようと叛乱を起こしたため、1709年にロシアの軍によって破壊される。 |
| カームヤンカのシーチ       | 1709－1711 | ドニプロ川の支流地、 旧カームヤンカ川の右岸         | クリミア・ハン国の北部                                     | ウクライナ ヘルソーン州、レスプブリカーネツィ村辺り     | 防衛性には戦略的弱点があったため、1652年にウクライナ・コサックによって廃止された。                                                                     |
| オレーシュクィのシーチ     | 1711－1734 | ドニプロ川の下流、 オレーシュクィ岡                 | クリミア・ハン国の北部                                     | ウクライナ ヘルソーン州、ツュループィンシク市辺り       | イスラム教の国家への不満と、ロシア皇帝ピョートル一世が失明のため、1734年にウクライナ・コサックによって廃止された。                                     |
| 新たなシーチ               | 1734－1775 | ドニプロ川の支流ピドピーリナ川、 オレーシュクィ岡   | ロシアの属国、ヘーチマン国家のザポロージャ地方             | ウクライナ ドニプロペトロウシク州、旧ポクローウシケ村   | ロシア帝国の拡大と強化を妨げる共和制と分離主義の拠点として、1775年にロシアの軍によって破壊される。                                                     |
| ドナウ川のシーチ群         |            |                                                     |                                                            |                                                         | |
| 名称                       | 期間       | 位置                                                | 当時                                                       | 現在                                                    | 移転の理由 |
| ドナウ川口のシーチ         | 1776－1786 | ドナウ川口                                          | オスマン帝国、ドブロジャ地方の北部                         | ウクライナ オデッサ州、ヴィールコヴェ市辺り             | 難民のロシア・コサックとの領土争いがために、1786年にウクライナ・コサックによって廃止される。                                                           |
| セイメーニのシーチ         | 1786－1813 | ドナウ川の下流、 セイメーニ村落                     | オスマン帝国、シリストラ地方の北部                         | ルーマニア コンスタンツァ県                             | 防衛性には戦略的弱点があったため、1813年にウクライナ・コサックによって廃止された。                                                                     |
| カテルレーズのシーチ       | 1813－1815 | ドナウ川の下流、 カテルレーズ村落                   | オスマン帝国、ドブロジャ地方の南部                         | ルーマニア トゥルチャ県                                 | 防衛性には戦略的弱点があったため、1815年にウクライナ・コサックによって廃止された。                                                                     |
| ドナヴェツィのシーチ       | 1815－1828 | ドナウ川の支流、 ドナヴェツィ川                     | オスマン帝国、ドブロジャ地方の南部                         | ルーマニア トゥルチャ県、ムリギョル村辺                 | 露土戦争中、コサックの一部がロシア側に寝返ったため、オスマン帝国の軍によって破壊される。                                                               |